# Crispí (poeta)
Crispí, en llatí Crispinus fou un personatge romà ridiculitzat per Horaci com a mal poeta en una de les seves Sàtires. Horaci li va donar el renom d'Aretalogus (narrador de faules).
Diu també que Crispí era un mal filòsof, i va escriure versos contra la filosofia estoica. Alguns pensen que el nom era fictici i usat per Horaci per ridiculitzar als mals poetes.